# Jesper Blomqvist
Lars Jesper Blomqvist (ur. 5 lutego 1974 w Tavelsjö) – szwedzki piłkarz grający na pozycji lewego pomocnika.

## Kariera klubowa
Piłkarską karierę Blomqvist rozpoczął w klubie Umeå FC, wywodzącym się z jego rodzinnej miejscowości. W 1992 roku zadebiutował w wieku 18 lat w drugiej lidze i w Umei grał do lata 1993. Wtedy też został kupiony przez czołowy klub kraju, IFK Göteborg. Już w swoim pierwszym sezonie w IFK wywalczył mistrzostwo Szwecji, a w 1994 roku był członkiem wyjściowej jedenastki Göteborga. W 1994 roku zdobywając 8 goli w lidze ustanowił swój strzelecki rekord kariery i przyczynił się do obrony przez IFK mistrzowskiego tytułu. Zarówno w 1995, jak i 1996 roku, także zostawał mistrzem Szwecji, a przez 3,5 roku spędzone w IFK rozegrał dla tego klubu 73 ligowe mecze i strzelił 18 bramek.
Jesienią 1996 roku Blomqvist wyjechał do włoskiego A.C. Milan. W Milanie był jednak rezerwowym i zdobył tylko jednego gola, 16 lutego w wygranym 2:0 meczu z Bologną. Milan także spisał się słabo zajmując 11. pozycję w lidze. Latem 1997 Jesper opuścił Mediolan i podpisał kontrakt z Parmą, w której występował w podstawowym składzie i zakończył sezon na 6. miejscu w Serie A.
W 1998 roku Blomqvist trafił do angielskiego Manchesteru United, w którym miał rywalizować z Walijczykiem Ryanem Giggsem. W Premier League zadebiutował 9 września w wygranym 4:1 meczu z Charltonem Athletic i w swoim pierwszym sezonie na Wyspach wywalczył tytuł mistrza Anglii. W tamtym sezonie zdobył także Puchar Anglii i wygrał Ligę Mistrzów. W 10. minucie finału z Bayernem Monachium (wygrana „Czerwonych Diabłów” 2:1) doznał kontuzji i został zmieniony przez późniejszego strzelca gola dla Manchesteru, Teddy’ego Sheringhama. Uraz był na tyle poważny, że Blomqvist przez kolejne dwa sezony nie zagrał żadnego spotkania w barwach United.
Do uprawiania sportu Szwed wrócił jesienią 2001, kiedy to podpisał kontrakt z Evertonem. Do tego zespołu ściągnął go menedżer Walter Smith i Jesper stał się drugim Szwedem obok Niclasa Alexanderssona. Pierwsze spotkanie w Evertonie rozegrał 22 grudnia, a „The Toffies” przegrali w nim 0:1 z Sunderlandem. W Premiership wystąpił 15 razy, ale na skutek problemów zdrowotnych odszedł w 2002 roku za darmo do Charltonu. Tam w sezonie 2002/2003 rozegrał tylko 3 mecze i następnie wrócił do Szwecji. Krótko występował w stołecznym Djurgårdens IF i pod koniec roku zakończył piłkarską karierę w wieku 29 lat. W 2008 roku wznowił karierę i był zawodnikiem Enköpings SK. W 2010 roku przeszedł do Hammarby IF. W listopadzie 2010 roku rozwiązał kontrakt za porozumieniem stron.
| Sezon   | Klub              | Kraj    | Rozgrywki      | Mecze | Bramki |
| ------- | ----------------- | ------- | -------------- | ----- | ------ |
| 1992    | Umeå FC           | Szwecja | Superettan     | 27    | 6      |
| 1993    | Umeå FC           | Szwecja | Superettan     | 11    | 2      |
| 1993    | IFK Göteborg      | Szwecja | Allsvenskan    | 6     | 1      |
| 1994    | IFK Göteborg      | Szwecja | Allsvenskan    | 24    | 8      |
| 1995    | IFK Göteborg      | Szwecja | Allsvenskan    | 18    | 3      |
| 1996    | IFK Göteborg      | Szwecja | Allsvenskan    | 25    | 6      |
| 1996/97 | A.C. Milan        | Włochy  | Serie A        | 19    | 1      |
| 1997/98 | A.C. Milan        | Włochy  | Serie A        | 1     | 0      |
| 1997/98 | AC Parma          | Włochy  | Serie A        | 28    | 1      |
| 1998/99 | Manchester United | Anglia  | Premier League | 25    | 1      |
| 1999/00 | Manchester United | Anglia  | Premier League | 0     | 0      |
| 2000/01 | Manchester United | Anglia  | Premier League | 0     | 0      |
| 2001/02 | Everton F.C.      | Anglia  | Premier League | 15    | 1      |
| 2002/03 | Charlton Athletic | Anglia  | Premier League | 3     | 0      |
| 2003    | Djurgårdens IF    | Szwecja | Allsvenskan    | 9     | 1      |
| 2008    | Enköpings SK      | Szwecja | Superettan     | 10    | 1      |
| 2010    | Hammarby IF       | Szwecja | Allsvenskan    | 6     | 0      |

## Kariera reprezentacyjna
W reprezentacji Szwecji Blomqvist zadebiutował 18 lutego 1994 roku w zremisowanym 0:0 towarzyskim meczu z Kolumbią. W 1994 roku został powołany przez Tommy’ego Svenssona do kadry na Mistrzostwa Świata w USA. Tam wystąpił w dwóch grupowych meczach Szwecji: zremisowanych 2:2 z Kamerunem oraz 1:1 z Brazylią. Z tego turnieju przywiózł srebrny medal za 3. miejsce. Karierę reprezentacyjną zakończył w 2002 roku, a w reprezentacji „Trzech Koron” wystąpił 30 razy i nie zdobył gola.